# Autobahn Guangzhou–Macau
Die Autobahn Guangzhou–Macau oder Guang’ao-Autobahn (chinesisch 广澳高速公路, Pinyin Guǎng’ào gāosù gōnglù, englisch Guangzhou–Macau Expressway), chin. Abk. G0425, ist eine 153 km lange Autobahn in China, die von der Autobahn G4 bei der Industrie- und Handelsmetropole Guangzhou (Kanton) abzweigt und von dort über Zhongshan und Zhuhai nach Macau verläuft.
Die Bezeichnung Guang’ao ergibt sich aus den jeweils ersten Silben der Endpunkte Guangzhou und Macau (chinesisch: Aomen).